# Grenora
La ville de Grenora est située dans le comté de Williams, dans l’État du Dakota du Nord, aux États-Unis, à 50 km de la frontière canado-américaine. Lors du recensement de 2010, elle comptait 244 habitants.

## Histoire
Grenora a été fondée en 1916.

## À noter
La ville a été nommée en hommage à la compagnie de chemin de fer Great Northern Railway.

## Démographie
| 1920 | 1930 | 1940 | 1950 | 1960 | 1970 |
| ---- | ---- | ---- | ---- | ---- | ---- |
| 358  | 487  | 425  | 525  | 448  | 401  |

| 1980 | 1990 | 2000 | 2010 | - | - |
| ---- | ---- | ---- | ---- | - | - |
| 362  | 261  | 202  | 244  | - | - |

## Source
- (en) Cet article est partiellement ou en totalité issu de l’article de Wikipédia en anglais intitulé « Grenora, North Dakota » (voir la liste des auteurs).